# Novi Sad
Novi Sad (Нови Сад på serbiska, Újvidék på ungerska, Neusatz på tyska, Nový Sad på slovakiska, Neoplanta på latin) är Serbiens näst största stad samt huvudstad i den autonoma provinsen Vojvodina i norra Serbien. Staden är ett industriellt och kulturellt centrum. Namnet betyder "ny plantering" på serbiska. Folkmängden i kommunen uppgick till cirka 341 625 invånare vid folkräkningen 2011, varav centralorten hade 231 798 invånare.
Majoriteten av invånarna är serber (75,5%). Novi Sad är även hemstad för många nationella minoriteter, till exempel ungrare, slovaker, kroater och montenegriner. Därav har Novi Sad fyra officiella språk: serbiska, ungerska, slovakiska och rusinska.
I samband med Kosovokriget år 1999 och internationell intervention i konflikten flygbombades Serbien av NATO. Novi Sad bombades med bland annat bombkapslar och stadens tre broar förstördes. Staden blev utan kommunikationer, vatten och elektricitet. NATO-alliansen bombande även stadens oljeraffinaderi vilket orsakade stora miljöproblem.
Novi Sad grundades år 1694 som en serbisk koloni i Habsburgska monarkin. Staden skulle förbli en habsburgsk, sedermera österrikisk och österrikisk-ungersk stad fram till Österrike-Ungerns upplösning 1918 då staden liksom merparten av provinsen Vojvodina tillföll det nyskapade Serbernas, kroaternas och slovenernas kungarike, sedermera kungariket Jugoslavien. Från andra hälften av 1800-talet anses Novi Sad ha utgjort serbernas kulturhuvudstad och har av denna anledning av serber fått det informella namnet "det serbiska Aten" (Srpska Atina).

## Geografi
Staden ligger vid en flodkrök av floden Donau, vid Petrovaradinfästningen. En del av Donau-Tisza-Donau-kanalen markerar den norra kanten av stadens centrum. Större delen av staden ligger på den vänstra stranden av Donau i regionen Bačka, medan de mindre bosättningarna Petrovaradin och Sremska Kamenica ligger på den högra stranden, i regionen Srem. Den del som ligger på den vänstra stranden av floden är belägen på en av de sydligaste och lägsta delarna av den pannonska slätten, medan Fruška Gora som ligger på den högra stranden är ett horstberg.
Stadens totala landyta är ca 700 kvadratkilometer medan den urbana ytan sträcker sig över 129,7 km².
Strax utanför staden ligger nationalparken och berget Fruska Gora som är ett populärt friluftsområde. På Fruska Gora finns även flera kloster och vingårdar.

## Kultur
I Petrovaradinfästningen hålls sen 2000 årligen i juli en stor musikfestival vid namn EXIT festival. Staden översvämmas då av hundratusentals besökare.
En annan årlig musikfestival, om än mindre välbesökt, är Novi Sads Jazzfestival (serbiska: Новосадски Џез фестивал eller Novosadski jazz festival). Den har först hållits 1999 i Novi Sads Kulturcentrum som också organiserar den. Sedan 2004 har den flyttat över till Serbiska Nationalteatern på grund av festivalens ökade popularitet.

## Stadsdelar och orter
Stadsdelar i Novi Sad:
| - Avijatičarsko naselje - Adamovićevo naselje - Adice - Banatić - Detelinara | - Grbavica - Jugovićevo - Klisa - Liman - Mali Beograd-veliki rit | - Novo naselje (Bistrica) - Podbara - Rotkvarija (Žitni trg) - Sajlovo | - Sajmište - Salajka (Slavija) - Šangaj - Satelit - Slana bara | - Sremska Kamenica - Stari grad (Centar) - Telep - Veternička rampa - Vidovdansko naselje |

Övriga orter i kommunen:
| - Begeč - Budisava - Bukovac - Čenej | - Futog - Kać - Kisač - Ledinci | - Petrovaradin - Rumenka - Stari Ledinci - Stepanovićevo - Veternik |

## Vänorter
- Modena, Italien.
- Norwich, England.
- Dortmund, Tyskland.
- Changchun, Kina.
- Helioupolis, Grekland.
- Budva, Montenegro.
- Banja Luka, Bosnien och Hercegovina.
- Timișoara, Rumänien.
- Nizjnij Novgorod, Ryssland.

## Kända personer från Novi Sad
- Đorđe Balašević, en av fd Jugoslaviens mest kända musiker, FN-ambassadör.
- Vujadin Boškov, fd fotbollsspelare och tränare.
- Jovan Jovanović Zmaj, en av Serbiens största poeter.
- Josef Lapid, f.d. justitieminister i Israel.
- Bane Kerac, känd serieskapare.
- Danilo Kiš, en av Serbiens största författare.
- Mileva Marić, matematiker, Albert Einsteins första fru (Einstein levde också i Novi Sad en tid, när det var ungerskt).
- Darko Miličić, basketspelare i NBA.
- Monica Seles, tennisspelare.

## Bilder

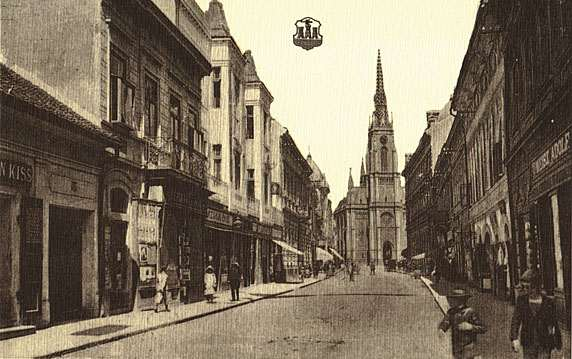
Novi Sad år 1920.
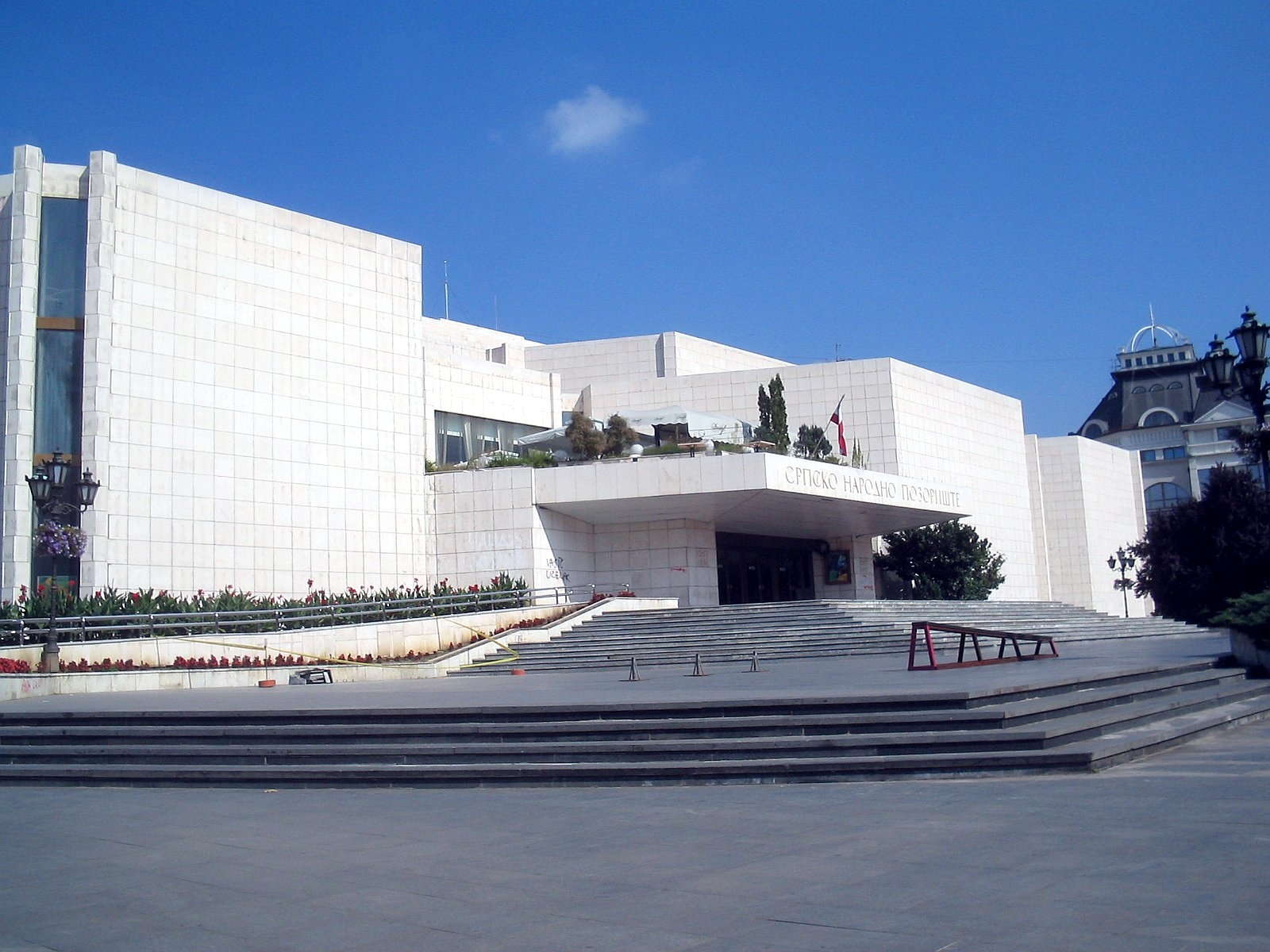
Serbiska nationalteatern.
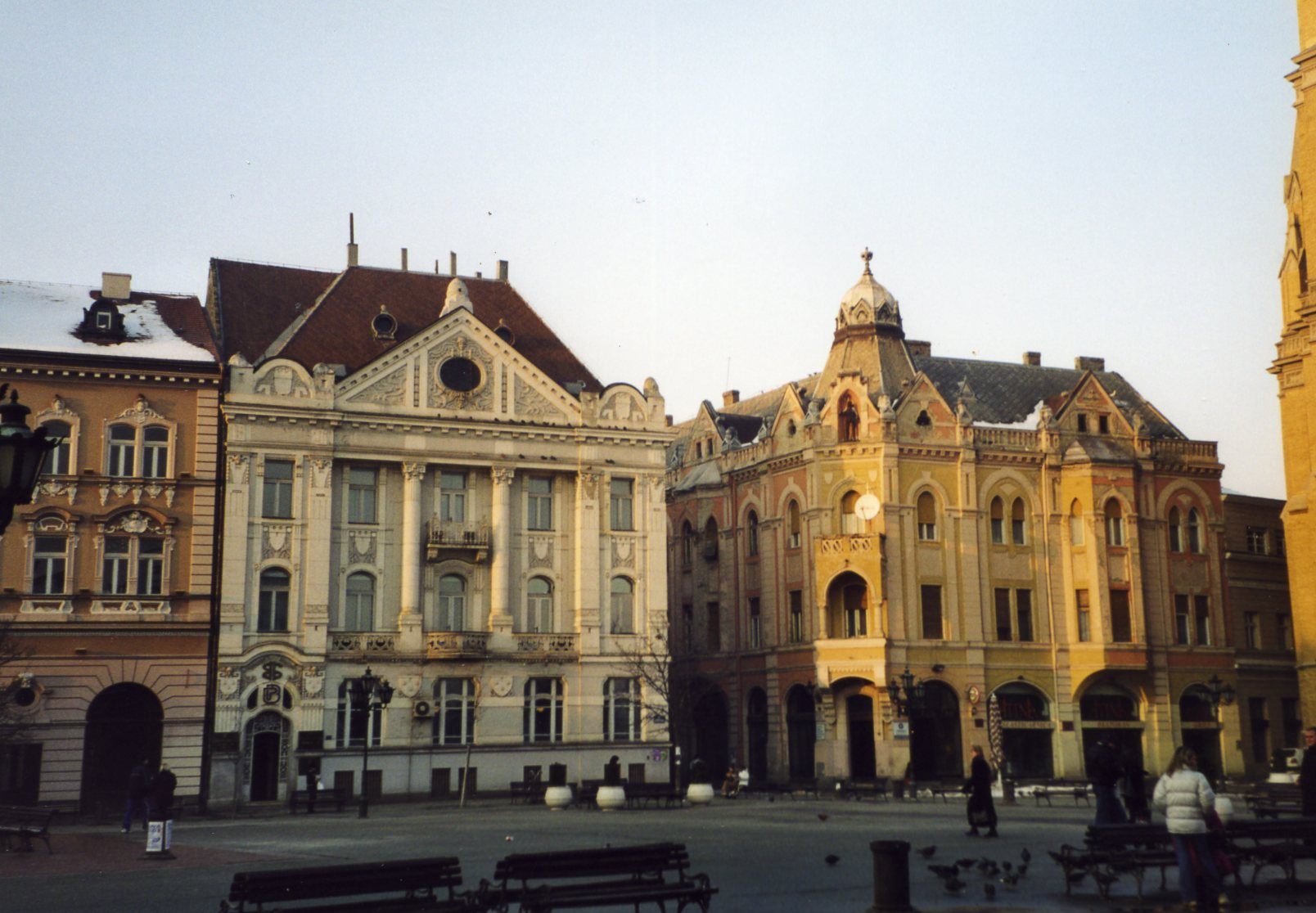
Frihetstorget.
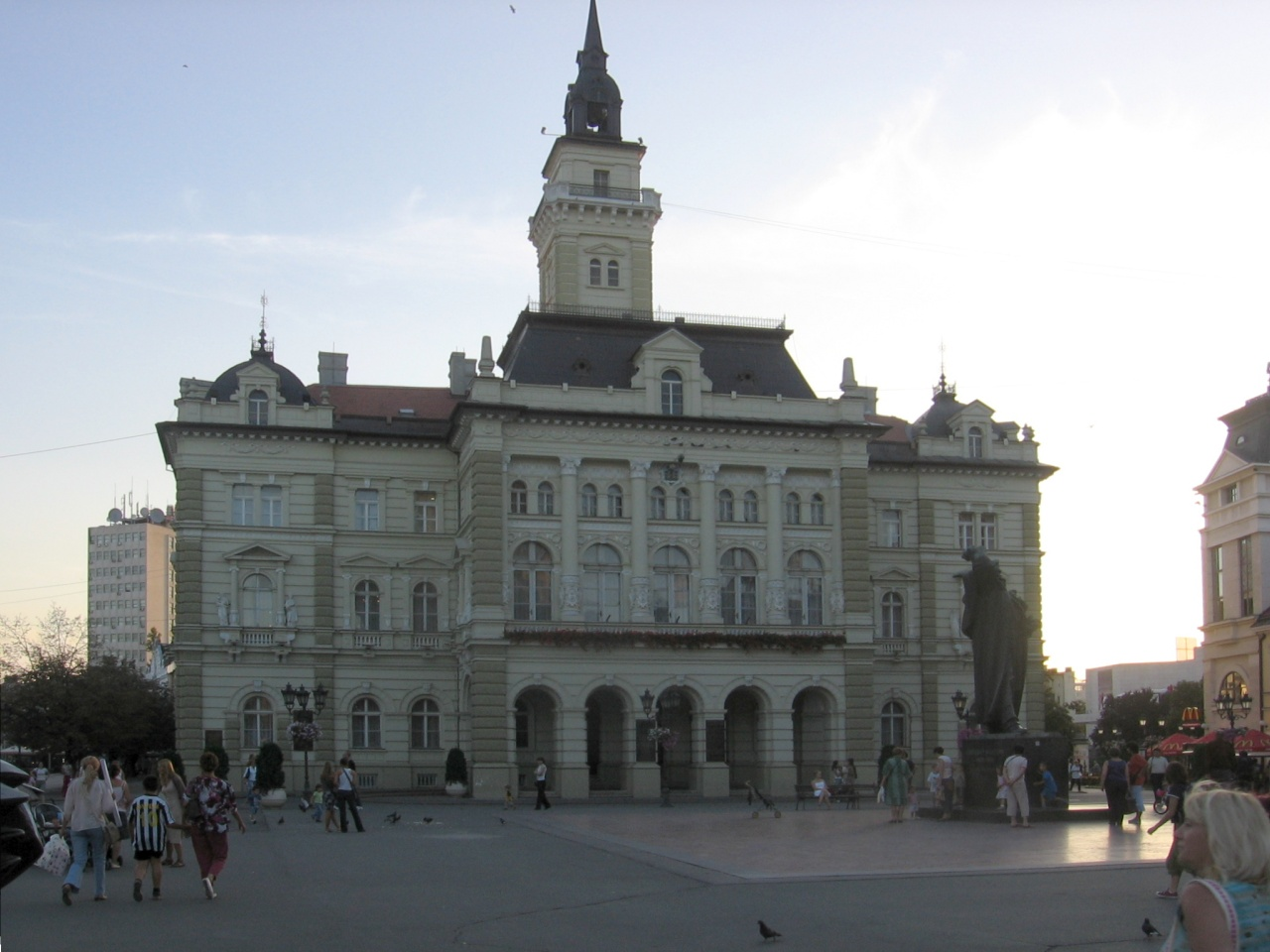
Stadshuset.
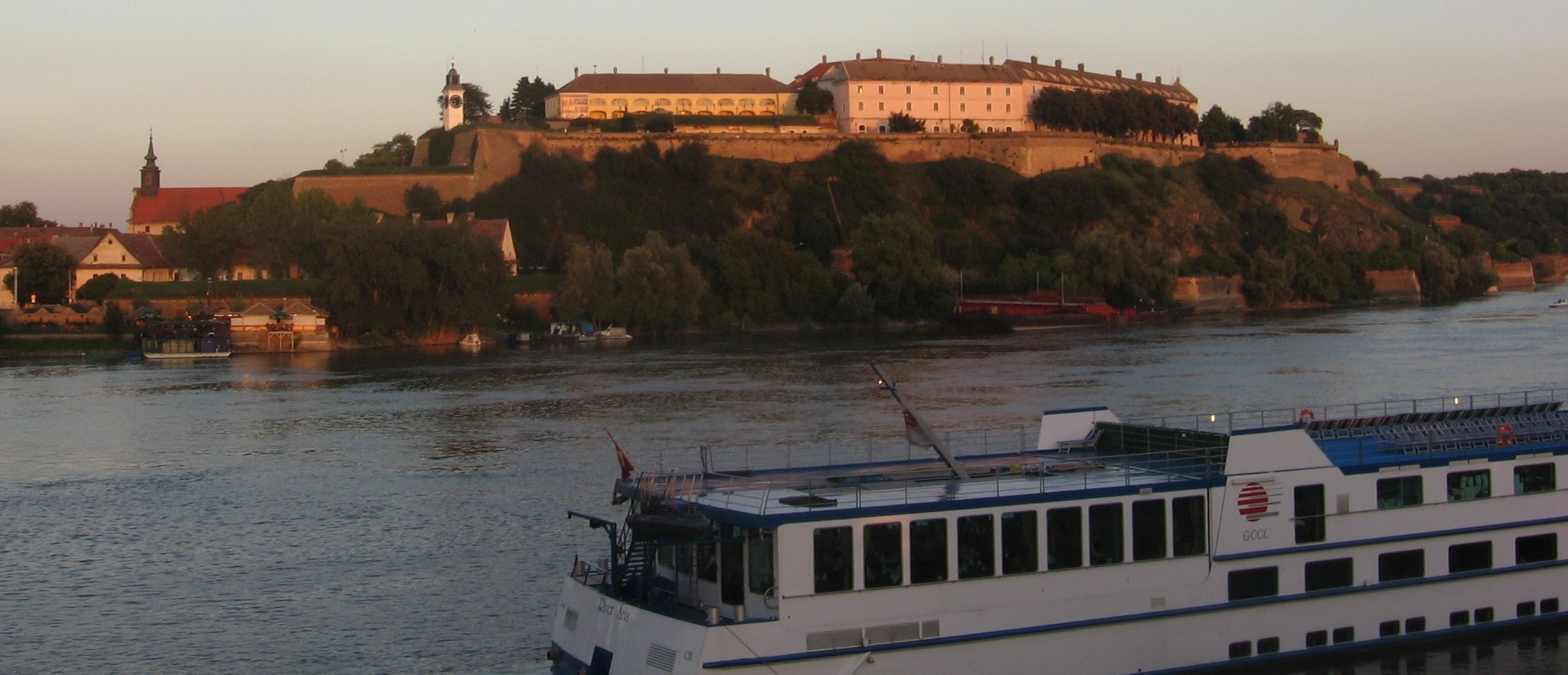
Petrovaradincitadellet, byggt på 1700-talet.
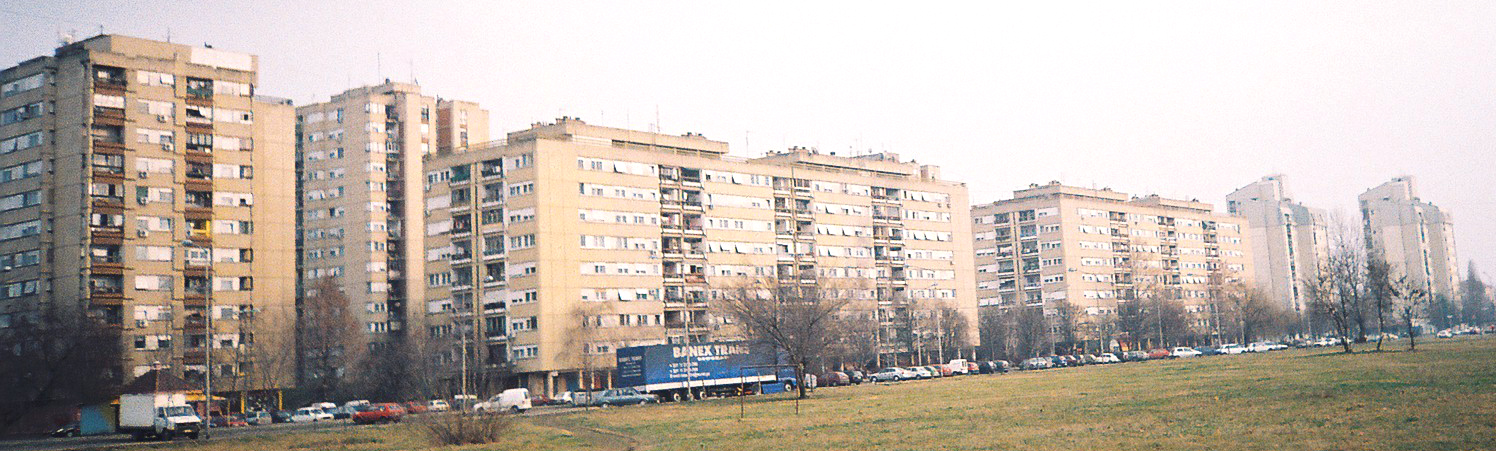
Novo naselje.
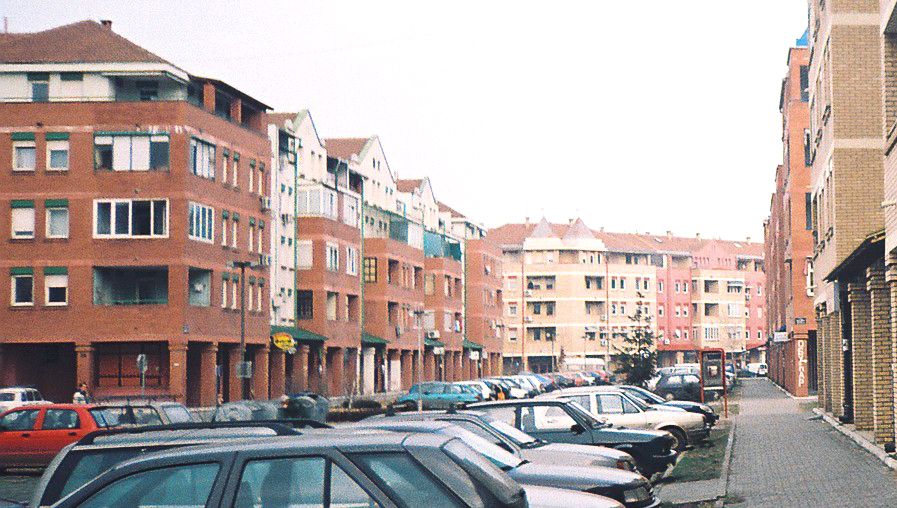
Novo naselje.
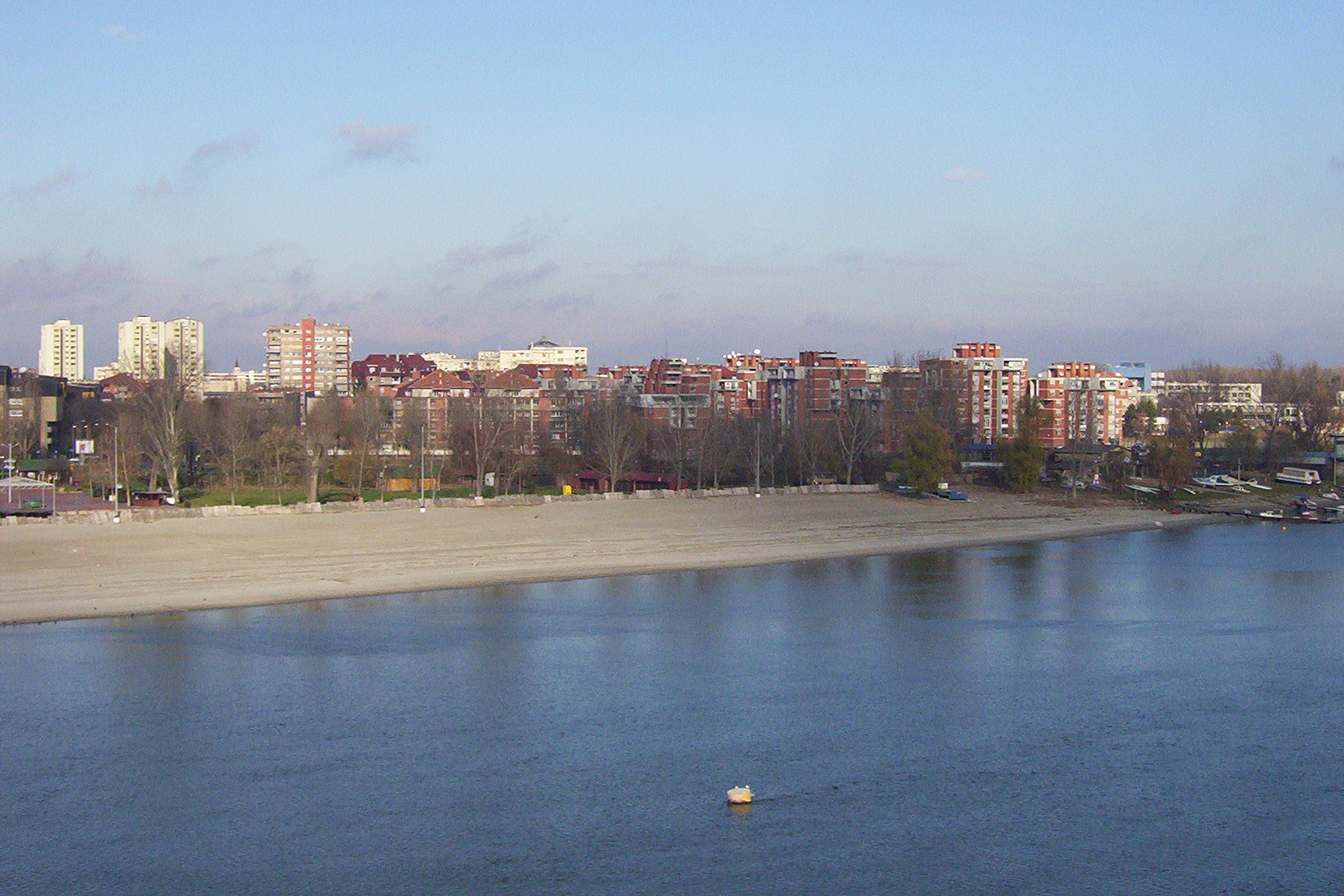
Liman.
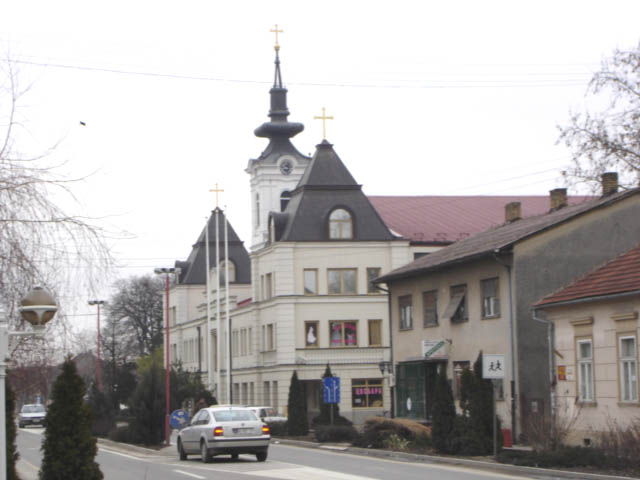
Kać.